# Église catholique au Mali
L'Église catholique au Mali désigne l'ensemble des membres de l'Église catholique au Mali, en communion avec le pape. Le Mali compte 5 diocèses, réuni au sein de l'archidiocèse de Bamako.

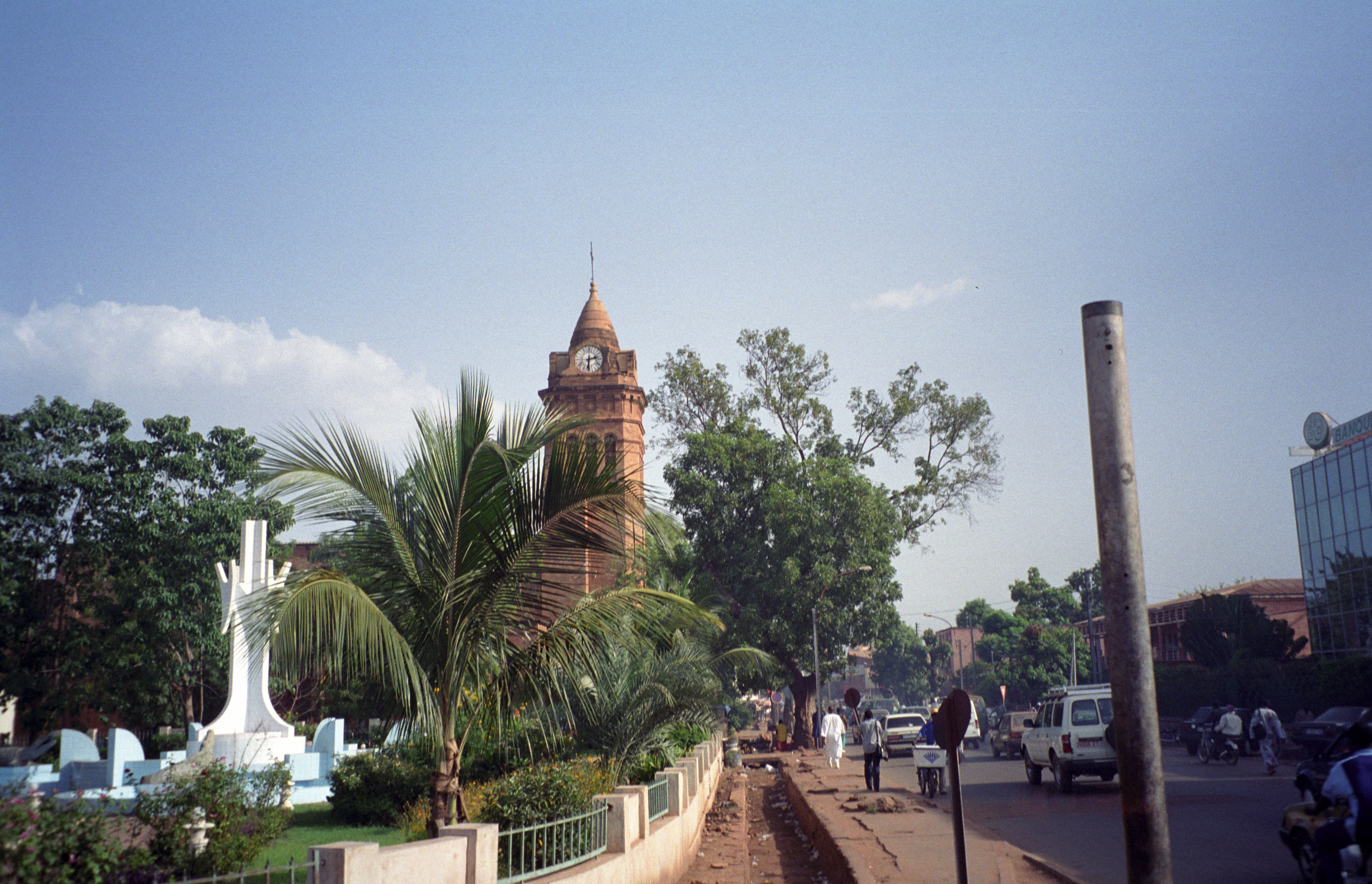
La cathédrale de Bamako

## Histoire

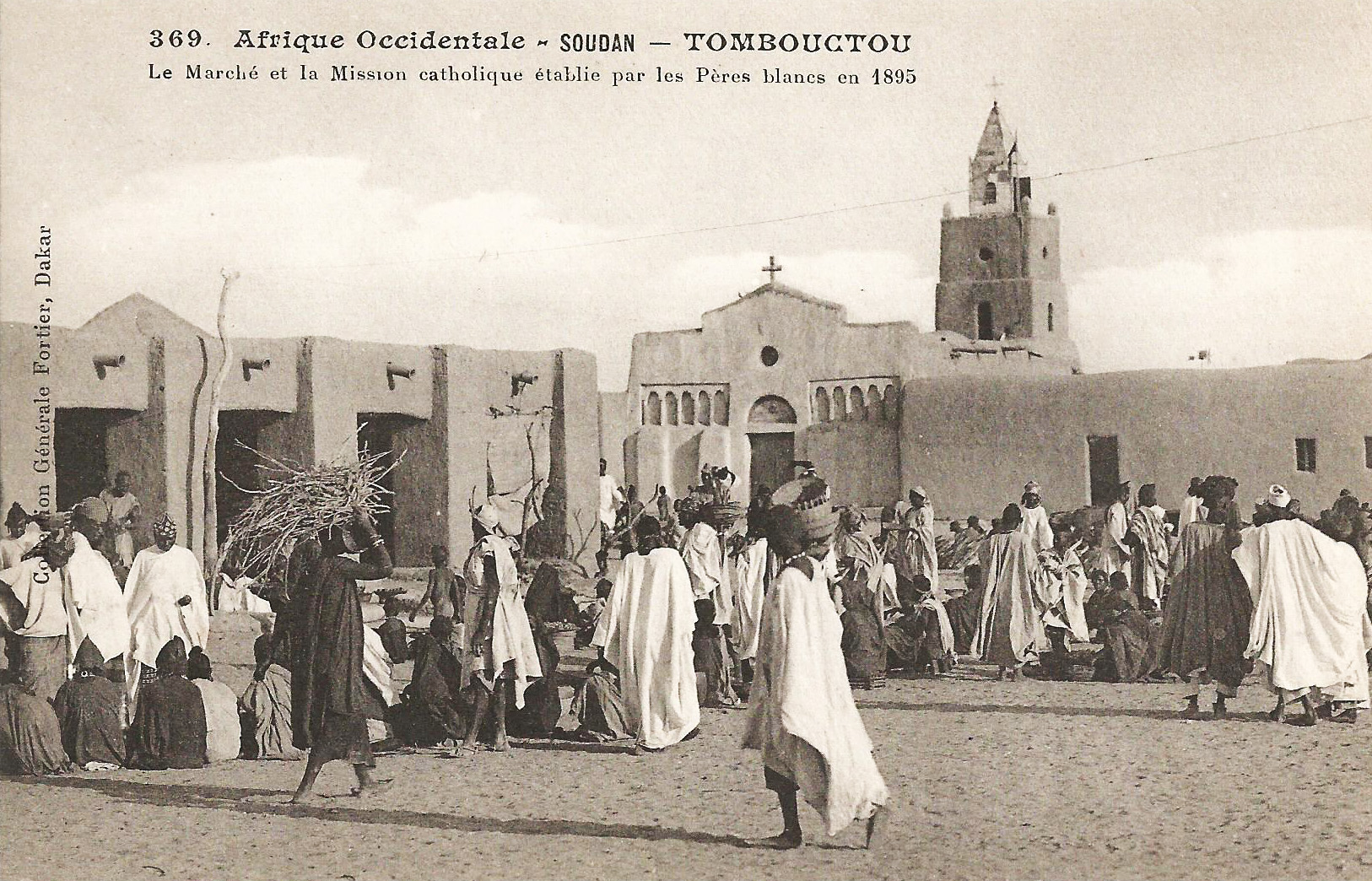
À droite, la mission établie par les Pères blancs à Tombouctou en 1895.

Le catholicisme apparaît au Mali avec les premières missions entre 1876 et 1881, lorsque le cardinal Lavigerie envoie des missionnaires à Tombouctou, qui sont tués. La Congrégation du Saint-Esprit envoya à la même époque d'autres émissaires, qui fondent en 1888, la première paroisse du Mali. L'évangélisation s'accélère, avec en 1895, l'arrivée des Missionnaires d'Afrique.
Le territoire relevait au départ du vicariat apostolique du Sahara, duquel se sépare en 1921, le diocèse de Bamako. En 1942, est créée la préfecture apostolique de Gao. En 1955, Bamako devient un archidiocèse. 
En 1963, Sikasso est élevé en évêché, avec Didier Pérouse de Montclos comme premier évêque.  
En 1988 est fêté le centenaire du catholicisme au Mali, et en 1990, Jean-Paul II visite le pays.
En 2014, 1,86 % des Maliens, soit 275 000, sont catholiques.
En 2017, Jean Zerbo, archevêque de Bamako, est élevé le 21 mai au rang de cardinal par le pape. Il serait également impliqué, parmi d'autres responsables catholiques, dans une affaire révélée par SwissLeaks.
En 2019, le Journal Missions est fondé par Alexis Kalambry et dirigé par Étienne Fakaba Sissoko. Missions devient alors le premier hebdomadaire Chrétien d'informations au Mali, pour la promotion du dialogue interreligieux et du vivre ensemble.

## Organisation territoriale
- Archidiocèse de Bamako
  - Kayes
  - Mopti
  - San
  - Sikasso
  - Ségou.

Kita est la place forte du catholicisme au Mali. Un pèlerinage annuel y est organisé depuis 1966.

## Statistiques

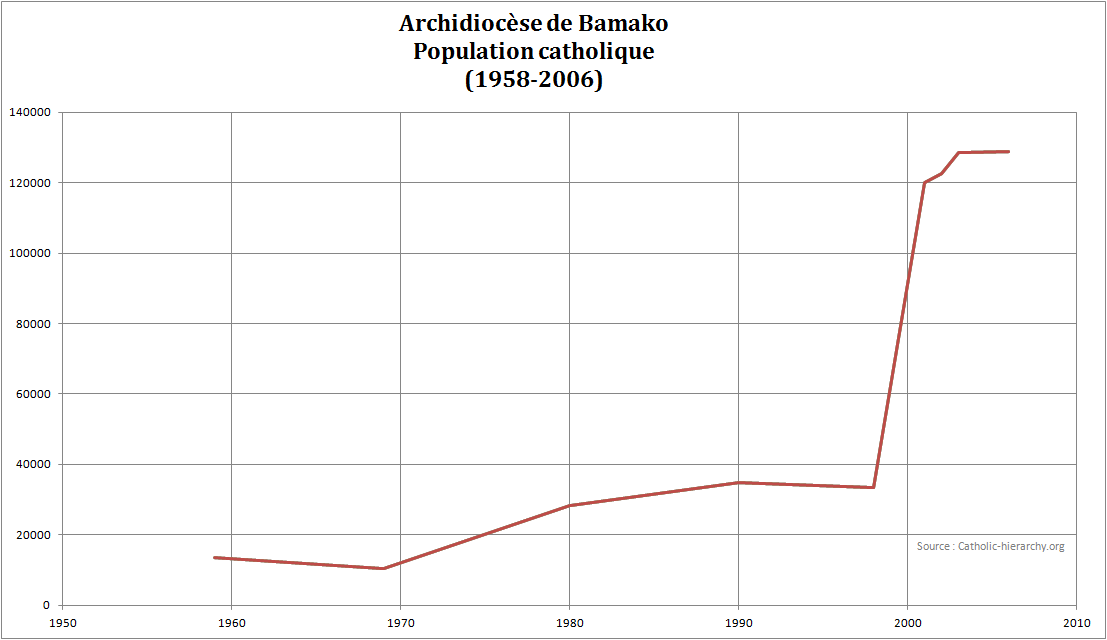
Évolution du nombre de catholiques au Mali de 1958 à 2006

La population catholique du Mali est en constante augmentation. Elle a été multipliée par presque 10 entre 1959 et 2006, en passant de 13612 à 128791 baptisés. Cependant le nombre de prêtres n'a pas encore suivi l'augmentation, et aujourd'hui on compte près de 3000 fidèles pour un seul prêtre[réf. nécessaire].

## Conférence épiscopale
La conférence épiscopale du Mali est présidée  par monseigneur Jonas Dembélé, évêque de Kayes. 

## Terrorisme
Selon Georges Fonghoro (en), évêque de Mopti, 

« Au cours des derniers mois, les gens ont énormément souffert, surtout au nord du pays. Beaucoup d’entre eux se sont enfuis pour échapper aux violences. Nous nous occupons actuellement des personnes déplacées. La situation s’est calmée dans le pays, même si l’état d’urgence a été prolongé de trois mois. Les gens ont toujours peur de retourner dans leurs villages. (…) Les besoins sont énormes, la situation de la population est précaire, à la campagne comme dans les villes, et exige que nous agissions immédiatement. »

— Lettre de demande d'aide à l’association Aide à l'Église en détresse
Selon l'association, 326 familles seraient actuellement privées de nourriture.